# Brickebacken

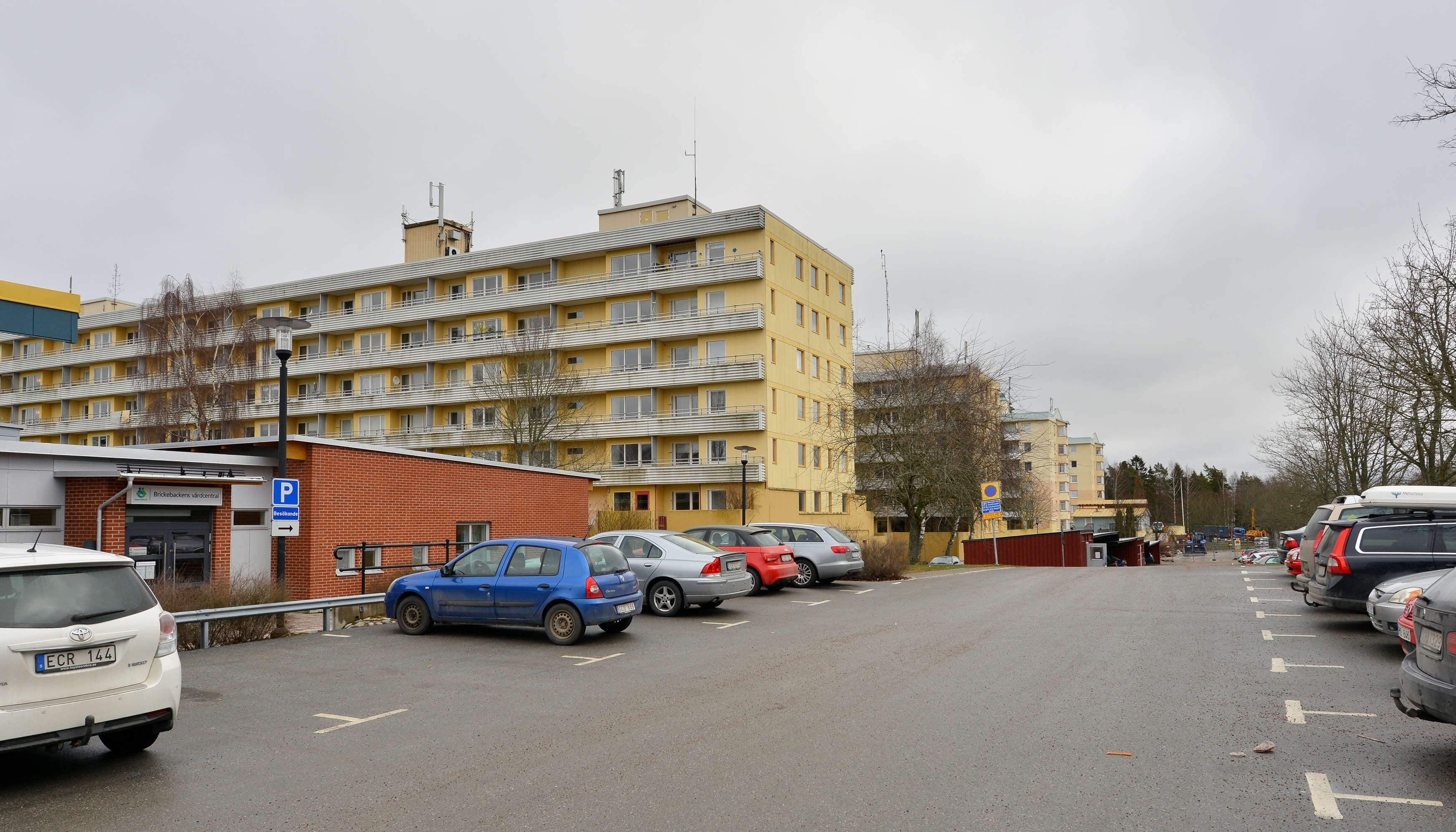
Bostäder i Brickebacken

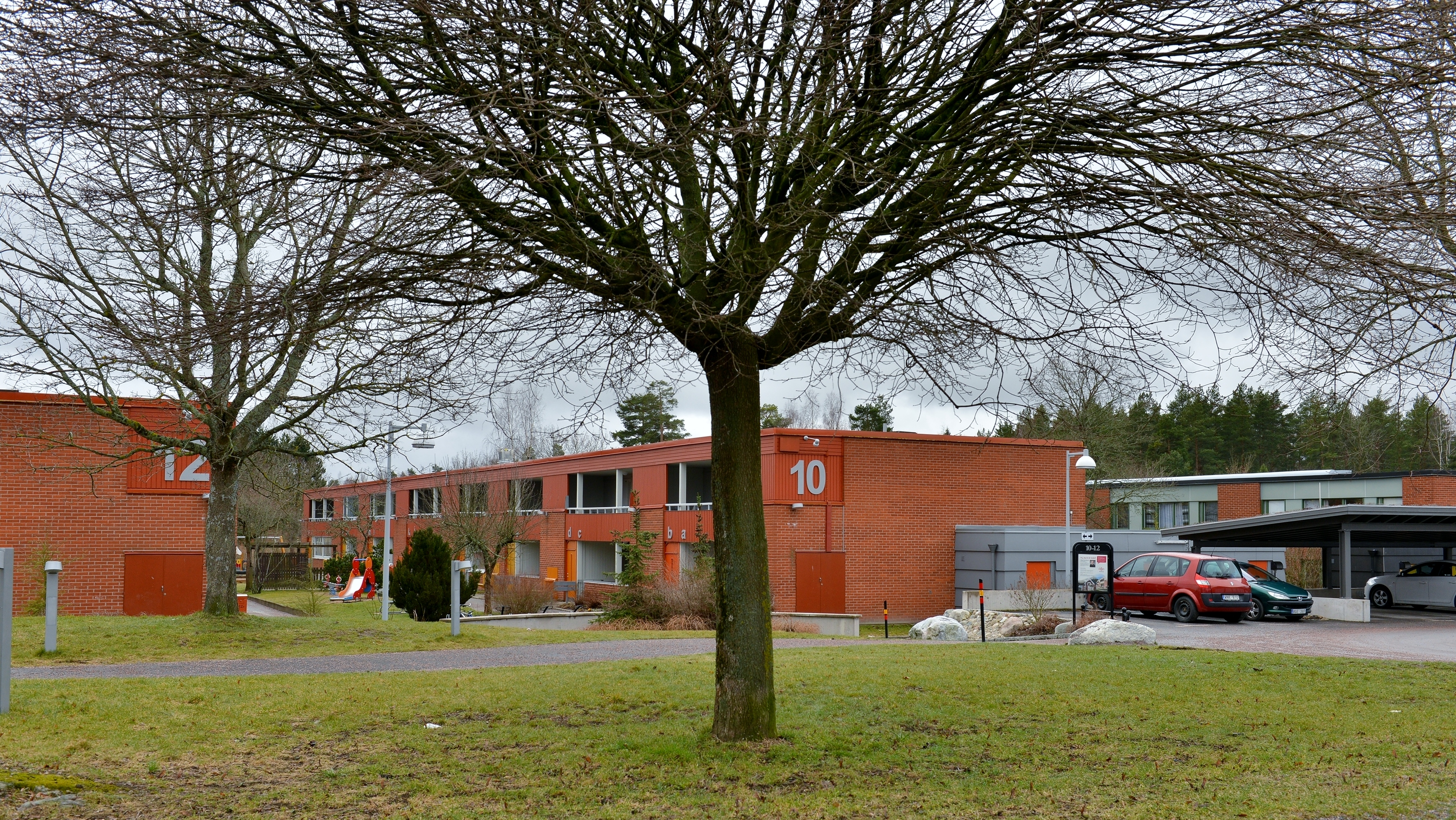
Bostäder i Brickebacken

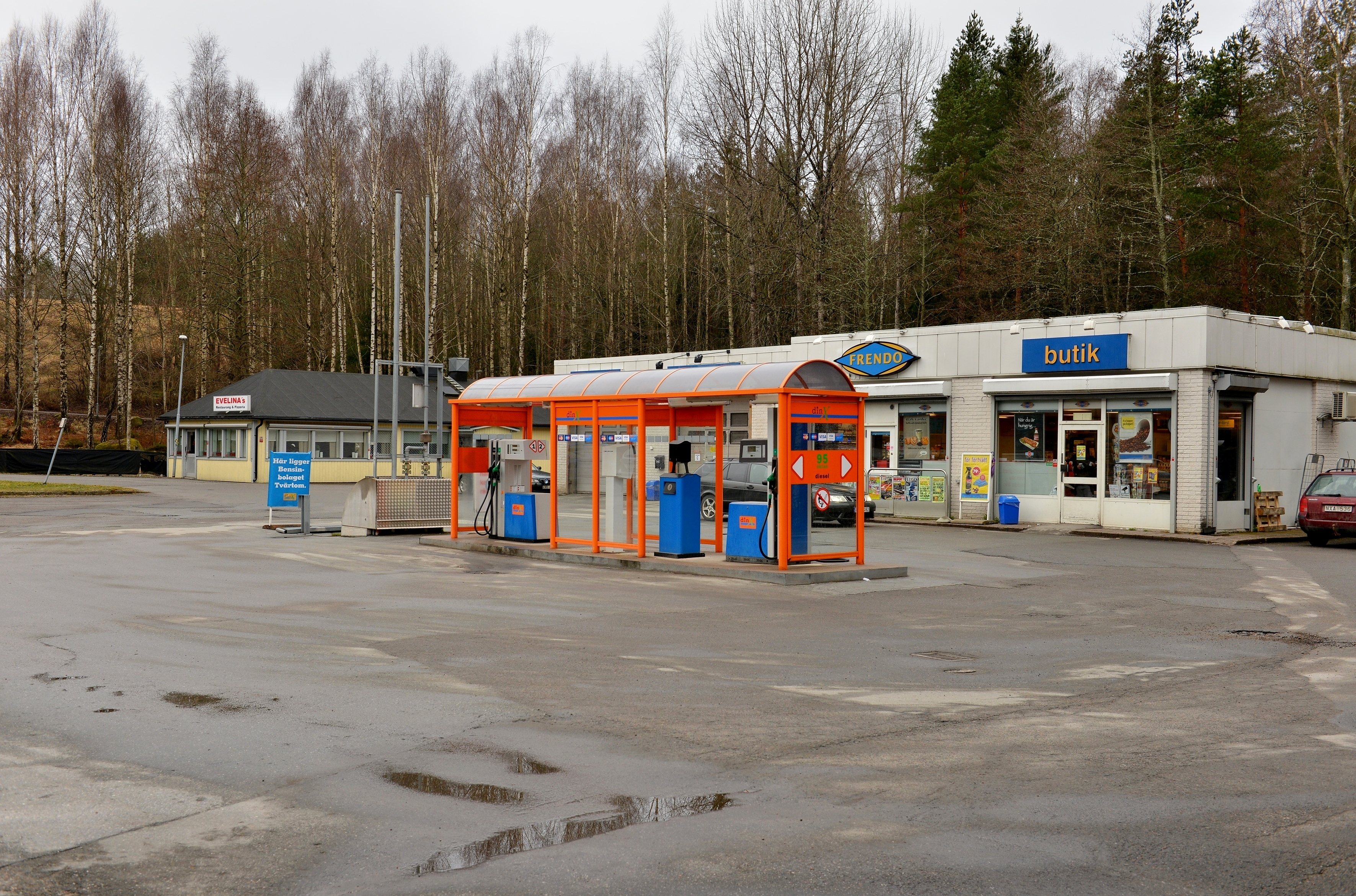
Bensinmack och pizzeria vid Saxons väg i Brickebacken

Brickebacken är ett bostadsområde i Örebro. Det byggdes under åren 1969-1973 som en del av miljonprogrammet och ligger cirka fem kilometer sydost om Örebro centrum. Här finns ca 1 800 lägenheter. Området ägs delvis av det kommunala bostadsbolaget Örebrobostäder.
Området består till största delen av radhuslängor med två våningar. Det finns dessutom fyra sexvåningshus med lägenheter. Två av dessa utgörs av bostadsrätter. Lägenhetsstorlekarna varierar från ett till fem rum och kök.
I norra delen av Brickebacken ligger Grankottevägen, som sedan 70-talet varit ett område med studentlägenheter. De barackliknande bostäderna var till en början tänkta som en tillfällig lösning under en tid då behovet av studentbostäder var stort, men de kom att stå på platsen i flera decennier innan de revs under 2019–2020. Området ska bebyggas med nya lägenheter, både för studenter och för andra hyresgäster, vilket beräknas vara klart 2025.

## Historia
Strax norr om Brickebacken ligger en förkastningsbrant som skiljer området från de centrala delarna av Örebro. I backen låg tidigare torpet Brickan, nämnt sedan 1630-talet. Detta var ett oskattlagt torp under Mark. Torpet har givit namn åt själva sluttningen, som senare givit namn åt bostadsområdet. Förledet brick- kommer av ordet brink, som betyder liten backe.
Sedan Brickebackens bostadsområde byggdes har villaområdet längre österut fått namnet Brickeberg.

### Granaten 1978
Den 3 november 1978 avfyrades en granatkastarpjäs av misstag från Livregementets grenadjärers kaserngård i Rynninge. Projektilen slog ner och briserade intill en bensinstation vid Saxons väg i Brickebacken, cirka 5 km söder om regementet. Att pjäsen, av modell m/41 med 12 cm kaliber, avfyrades berodde på att den inte hade avfyrats vid den sista eldgivningen under en skjutövning på Villingsbergs skjutfält. Den värnpliktiga soldaten som låg bakom bomskottet från kaserngården menade att sabotage låg bakom händelsen. Chefsåklagare Stig L Age hävdade i stället att slarv låg bakom olyckan, men friade senare i sin utredning en säkerhetskontrollant och ett gruppbefäl.

## Skolor och föreningar
Det finns två grundskolor i Brickebacken: Viktoriaskolan som drivs av Brickebergskyrkan och den kommunala Brickebackens skola. Sedan höstterminen 2011 tar Brickebackens skola inte emot nya högstadieelever, utan nya elever hänvisas istället till Almbyskolan precis som innan högstadiets tillkomst i Brickebacken 1992.
Kultur- och fritidsföreningen Trädet, med verksamhet för alla åldrar, ligger i Brickebackens centrum. Föreningen driver kaféet Brickan. Man ger också ut tidningen Brickenytt där man kan läsa om vad som är nytt, på gång eller har hänt inom området.
Brickebackens IF  bedriver verksamhet bland annat inom fotboll, innebandy och schack.

## Brickebackens tätort
1960 avgränsade SCB en tätort inom Örebro stad. 1975 växte tätorten samman med Örebro och Lillåns tätorter. Idag (2013) ingår fortfarande området i Örebro tätort.

## Kända invånare
Prins Daniel bodde i Brickebacken som barn. Familjen Westling bodde i området när Daniel föddes 1973. Mehdi Ghezali, i media kallad Kubasvensken, bodde här under delar av sin uppväxt.